# Lorenzo Micelli
Lorenzo Micelli, född 24 oktober 1970, är en italiensk volleybolltränare. Han är sedan 2025 förbundskapten för Sveriges damlandslag i volleyboll. Han är även tränare för Olympiakos SFP.
Micelli har utbildning i biologi och har undervisat i idrott och socialisering vid Republiken San Marinos universitet. Han började sin tränarkarriär som assisterande tränare för Volley Fano 1994. De spelade då i serie A2. Han fortsatte därefter som för assisterande tränare och därefter huvudtränare för Robur Tiboni Volley Urbino som då spelade i Serie B1 under åren 1997 till 2000. Året därpå vad han med att ta 	Pallavolo Corridonia upp till serie A2 där de stannade kvar tills han lämnade klubben 2003. Han tränade under åren efter först Star Volley Falconara 2003 till 2005 och sedan elitklubben Santeramo Sport 2005 till 2006. 
Han gick 2007 över till först Pallavolo Padova under pågående mästerskap och efter säsongens slut Volley Bergamo. Med Volley Bergamo hade han stora framgångar med en seger i italienska cupen 2007/2008 och två segrar i  CEV Champions League (2008/2009 och 2009/2010). Han lämnade klubben 2010 för att gå till turkiska elitklubben Eczacıbaşı SK som han tränade fram till 2014. Med dem vann han turkiska mästerskapet en gång (2011/2012), turkiska cupen två gånger (2010/2011 och 2011/2012) och turkiska supercupen två gånger (2011 och 2012).
Från säsongen 2014-15 tränade han det polska laget Trefl Sopot, med vilka han vann mästerskapet två gånger och cupen en gång (2014-15). Säsongen 2016-17 återvände han till Italien för att träna River Volley, men fick sparken efter sju omgångar.  Han återvände därefter till Polen för att i januari 2017 ta över efter Jacek Skrok som tränare för KS Developres Rzeszów. Han blev kvar med dem tills april 2019, då han fick sparken efter att laget åkt ur i semifinalen av mästerskapet. Han tog därefter över Volero Le Cannet i Frankrike, med vilka han 2021/2022 vann både cupen och mästerskapet. Sedan säsongen 2022-23 tränar han Olympiakos SFP i grekiska förstaligan.
Micelli har vid olika tillfällen ingått i ledarstaben för det italienska landslag, bland annat under 2002 och 2006. Han ledde det universitetslag som vann volleybollturneringen vid sommaruniversiaden 2009. Micelli blev i slutet av december 2019 utsedd till förbundskapten för Estland. Han stannade vid posten under två år. Därefter gick han i januari 2022 över till att bli förbundskapten för Bulgaren. En post som han behöll till 2024.